# Квинт Консидий (сенатор)
Квинт Конси́дий (лат. Quintus Considius; умер после 59 года до н. э.) — древнеримский политический деятель из плебейского рода Консидиев, участник громких судебных процессов второй половины 70-х годов до н. э. Сенатор и публикан.

## Биография
Надёжные свидетельства о происхождении Квинта в античных источниках отсутствуют; впрочем, немецкий исследователь Ф. Мюнцер, опираясь на одно упоминание у Валерия Максима, предположил, что он мог приходиться сыном некоему Консидию, публикану и другу консула 97 года до н. э. Луция Лициния Красса. 
В 74 году до н. э. Квинт вошёл в состав сенатской судебной коллегии, разбиравшей процесс Стация Альбия Оппианика, который обвинялся в проскрипционных убийствах времён Суллы и попытке отравления ларинца Авла Клуенция Габита, римского всадника (лат. lex Cornelia de sicariis et veneficis). Обвиняемого осудили большинством в один голос; согласно Цицерону, позже защищавшего Клуенция, Консидий в числе других судей «также не голосовал за оправдание Оппианика». Однако, из-за распространяемых адвокатом Оппианика, народным трибуном текущего года Луцием Квинкцием, слухов о подкупе суда ввиду такого сомнительного приговора, восемь судей (из семнадцати, голосовавших за осуждение) в 70 году до н. э. подверглись наказанию со стороны цензоров: сам Клуенций получил от них замечание.
Позднее, осенью 70 года до н. э., Консидий принимал участие в процессе над бывшим наместником Сицилии Гаем Верресом, разграбившем свою провинцию непомерными поборами. На одном из слушаний этого дела Марк Туллий Цицерон осуществил отвод троих из судей, среди которых оказался и Консидий; Веррес проигнорировал действия Цицерона, так как убедился в их излишней независимости на суде.
По-видимому, именно Квинта имел в виду Цицерон в одном из первых своих писем Аттику, когда у дяди адресата близкие никак не могли выручить больше денег, чем рассчитывали, при какой-то сделке. Античный автор Валерий Максим сообщает о том, что вследствие социально-экономического кризиса в Риме, вызванного движением катилинариев, Консидий ссудил кредиторам должников сумму, в общей сложности, составившую 15 миллионов сестерциев, чем существенно разрядил сложившуюся ситуацию. За это сенат отметил его заслуги изданием особого решения, где выразил Квинту благодарность.
В 60—59 годах до н. э. в Риме возникла политическая дестабилизация в ходе утверждения аграрных законов Цезаря и военных распоряжений Помпея на Востоке времён 3-й Митридатовой войны. Из-за своих протестов Марк Порций Катон был помещён в тюрьму, а консуляр Квинт Метелл внезапно скончался в самом расцвете сил (ходили слухи, будто его отравила собственная супруга). В результате, очень немногие сенаторы посещали заседания; в их числе был престарелый Консидий.